# Бесермяни
Бесермяните (самоназвание – бесерман; на удмуртски: бесерман) са малка етническа група от волжко-прабългарски произход, която населява основно на територията на автономна република Удмуртия, най-вече в Юкаменски, Глазовски, Белезински и Ярски район. В 10 села те са 100 процента от населението, а в 41 живеят смесено с други народности.
Техният брой в Русия според преброяването на населението през 2010 година е 2201 души, но броят им е значително по-голям. До 1926 година на територията на Русия са живеели около 10 000 бесермяни. Днес значителна част от тях са удмуртизирани и говорят на език близък до удмутрския с много остатъци от древния български език. Религията им е странна смесица от ислям, езичество и християнство. По произход те са потомци на барсилите (бесери). Доказателство за това е и историческия труд на Д. Щелкин – „Исторически корни уральцев“, където той пише, че в състава на удмутрите се влива една прабългарска част, която днес е в етническата група – бессермян. За волжко-прабългарския произход на днешните бесермяни свидетелствуват както данните от руските летописи, така и записките на С. Хербертщайн, където жителите на Казанското ханство се наричат „бесермени“. Монголите на Чингис хан са наричали прабългарите на кан Челбир (1178 – 1225) „бесермени“, а прабългарите наричали монголите „татари“.